# Дмитрівка (Болградський район)
Дми́трівка — село Городненської сільської громади Болградського району Одеської області в Україні. Населення становить 4806 осіб.

## Географія
Селом тече річка Валепержа.

## Історія
За даними 1859 року у болгарській колонії Аккерманського повіту Бессарабської області мешкало 1134 особи (617 чоловічої статі та 517 — жіночої), налічувалось 167 дворових господарств, існували православна церква.
Станом на 1886 рік у болгарській колонії Іваново-Болгарської волості мешкало 1894 особи, налічувалось 304 дворових господарства, існували православна церква, школа, 2 лавки, винний склад.
За переписом 1897 року кількість мешканців зросла до 2853 особи (1464 чоловічої статі та 1389 — жіночої), з яких 2782 — православної віри.
19 липня 2020 року, в результаті адміністративно-територіальної реформи і ліквідації Болградського (1940  – 2020) району, село увійшло до складу новоутвореного Болградського району.

## Населення
Згідно з переписом 1989 року населення села становило 4435 осіб, з яких 2080 чоловіків та 2355 жінок.
За даними перепису населення 2001 року у селі проживали 4806 осіб. Рідною мовою назвали:
| Мова       | Кількість осіб | Відсоток |
| ---------- | -------------- | -------- |
| гагаузька  | 4622           | 96,17 %  |
| болгарська | 75             | 1,56 %   |
| російська  | 48             | 1,00 %   |
| українська | 43             | 0,89 %   |
| румунська  | 12             | 0,25 %   |
| інші       | 6              | 0,13 %   |

## Символіка
В основі герба села Дмитрівка розташоване золоте коло (софра) на блакитному полі, обрамлене червоним кільцем, усередині якого розташований національний орнамент у вигляді пурпурових виноградних грон, між якими червоні кульки та по центру червона фляга (чотри), на якій зображено золоту квітку соняшника. Над софрою вгорі розташований золотий православний хрест, між золотими стилізованими головами вовків, що виникають з двох сторін.
Щит розташований у золотому картуші та увінчаний золотою короною. Під щитом на блакитній стрічці, підбитій золотом, золотими літерами напис «Дмитрівка».
Золоте коло символізує софра – круглий, дерев'яний столик, розписаний національним орнаментом. Софра є символом гостинності та домашнього затишку, навколо якого збиралася гагаузька родина та гості.
Червона фляга (чотри) для вина, використовується дмитровцями на особливих урочистостях, відображає заняття мешканців виноградарством та виноробством.
Православний хрест відбиває духовні устремління жителів села, а голова вовка символізує зв'язок із предками та глибокі історичні традиції народу.
Виноград та соняшник відображають сільський уклад життя та заняття мешканців села.
Золотий (жовтий) колір символізує багатство, шляхетність і достаток, блакитний (синій) – красу та велич, мирне небо працьовитого народу, червоний – життєствердну силу та працю.
Малюнок прапора Дмитрівки побудований на основі колірного рішення герба і має таку символіку.

## Відомі мешканці

### Народились
- Ващук Олеся Петрівна — український криміналіст, доктор юридичних наук.
- Палас Микола Дмитрович (* 1980) — полковник Збройних сил України, учасник російсько-української війни. Герой України[10].

### Працювали
- Дімітар Ватікіоті — офіцер Російської імператорської армії. Вважається засновником села[11].